# 寶永町停留場
寶永町停留場（日语：／ Hoeicho teiryūjō */?），是位於高知縣高知市中寶永町，土佐電交通後免線的電車站。

## 歷史
在伊野線堀詰停留場經播磨屋橋至此電車站開通之際，此電車站在1908年（明治41年）啟用，當時電車站名為下知停留場（日语：／）。在翌年1909年，後免町方向的路線開通，當時路線延伸至葛島橋西詰。
電車站名稱在1938年（昭和31年）改名為寶永町。後來於1943年（昭和18年），此電車站一度暫停營業，於9年後復活。
- 1908年（明治41年）10月31日 - 此電車站至堀詰之間開通，土佐電氣鐵道下知停留場啟用[1][2]。
- 1909年（明治42年）10月30日 - 此停留場至葛島橋西詰之間開通，成為中途車站[1][2]。
- 1938年（昭和13年）2月1日 - 電車站改名為寶永町停留場[1][2]。
- 1943年（昭和18年）1月16日 - 電車站暫停營業[2]。
- 1952年（昭和27年）7月1日 - 電車站重開[2]。
- 2014年（平成26年）10月1日 - 土佐電氣鐵道、高知縣交通（日语：高知県交通）和土佐電Dream Service（日语：土佐電ドリームサービス）合併，土佐電交通成立[3]。成為土佐電交通的電車站。

## 電車站構造
電車站是建造在共用道路上，設有2面2線的相對式乘車處（千鳥式）。東邊為後免町方向月台，西邊為播磨屋橋方向月台。
曾經在電車站南邊設有下知車廠，該車廠於1957年（昭和32年）關閉，取而代之為知寄町車廠。

## 電車站周邊
「寶永町」的名稱是在1707年（寶永4年）發生寶永地震之際而造成的「寶永堤」而得名。
- 高知寶永町郵局
- ROUND ONE（日语：ラウンドワン）高知店
- 地球33號地（日语：地球33番地） - 位於東經133度33分33秒，北緯33度33分33秒的地方。
- 國道32號（日语：国道32号）
- 國道56號（日语：国道32号）
- 高知市道下知33號線（通稱:交匯處通）
- 「寶永町」巴士站

## 相鄰電車站
土佐電交通
後免線
知寄町－寶永町－菜園場町
- 在此站至知寄町一丁目停留場之間，於1957年（昭和32年）前曾經設有知寄町車廠前停留場。
- 在此站至菜園場町停留場之間，曾經設有城見町停留場。

## 注腳
1. 1 2 3 4 5 6  《土佐電鉄が走る街 今昔》100・156-158頁
2. 1 2 3 4 5 6 7 8 9 10  今尾惠介（監修）. . 11 中国四国. 新潮社. 2009: 60. ISBN 978-4-10-790029-6 （日语）.
3. ↑  上野宏人. . 毎日新聞 (毎日新聞社). 2014-10-02 （日语）.
4. ↑  川島令三. . 【図説】 日本の鉄道. 第2巻 四国西部エリア. 講談社. 2013: 36・92頁. ISBN 978-4-06-295161-6 （日语）.
5. ↑  《土佐電鉄が走る街 今昔》76-77頁
6. ↑  《土佐電鉄が走る街 今昔》72頁